# Cyamops nebulosus
Cyamops nebulosus är en tvåvingeart som beskrevs av Axel Leonard Melander 1913. Cyamops nebulosus ingår i släktet Cyamops och familjen savflugor. Inga underarter finns listade i Catalogue of Life.